# Frasne
Frasne település Franciaországban, Doubs megyében. Lakosainak száma 1958 fő (2022. január 1.). Frasne Boujailles, Bief-du-Fourg és Bonnevaux községekkel határos.

## Népesség
A település népességének változása:
| Lakosok száma | 1353 | 1355 | 1519 | 1753 | 1908 | 1965 | 1936 | 1926 | 1933 | 1958 |
|               | 1968 | 1982 | 1990 | 2006 | 2013 | 2015 | 2017 | 2019 | 2020 | 2022 |